# Gyltö
Gyltö med Björkholm, Furuskär och Stångören är en ö i Finland. Den ligger i Skärgårdshavet och i kommunen Pargas i landskapet Egentliga Finland, i den sydvästra delen av landet. Ön ligger omkring 54 kilometer sydväst om Åbo och omkring 190 kilometer väster om Helsingfors.
Öns area är 3,04 kvadratkilometer och dess största längd är 3,1 kilometer i öst-västlig riktning. Den har vägförbindelse över Stångören till fastlandet i väster.

## Sammansmälta delöar
- Gyltö 60°06′39″N 21°29′24″Ö / 60.11073°N 21.49°Ö
- Björkholm 60°06′35″N 21°29′55″Ö / 60.10976°N 21.49858°Ö
- Furuskär 60°06′20″N 21°30′34″Ö / 60.1056°N 21.50951°Ö
- Stångören 60°06′43″N 21°30′43″Ö / 60.112°N 21.51203°Ö

## Klimat
Inlandsklimat råder i trakten. Årsmedeltemperaturen i trakten är 5 °C. Den varmaste månaden är augusti, då medeltemperaturen är 17 °C, och den kallaste är februari, med −4 °C.